# Brownleea
Brownleea Harv. ex Lindl., 1842 è un genere di piante della famiglia delle Orchidacee, diffuso nell'Africa subsahariana.

## Tassonomia
Comprende le seguenti specie:
- Brownleea coerulea Harv. ex Lindl., 1842
- Brownleea galpinii Bolus, 1893
- Brownleea graminicola McMurtry, 2008
- Brownleea macroceras Sond., 1846
- Brownleea maculata P.J.Cribb, 1977
- Brownleea mulanjiensis H.P.Linder, 1985
- Brownleea parviflora Harv. ex Lindl., 1842
- Brownleea recurvata Sond., 1846